# Operazione Epsom
Durante la seconda guerra mondiale, nel quadro delle operazioni seguenti allo sbarco in Normandia, operazione Epsom fu il nome in codice adottato dal Comando supremo alleato per indicare l'offensiva sferrata dalle forze britanniche del generale Bernard Montgomery condotto dalle forze britanniche con l'obiettivo di conquistare la città francese di Caen. L'offensiva ebbe inizio il 25 giugno 1944.
Dopo qualche successo iniziale e il superamento del fiume Odon, le divisioni britanniche furono contrattaccate sul fianco occidentale dalle riserve corazzate tedesche e, pur riuscendo a respingere gli attacchi più pericolosi, dovettero arrestare l'offensiva il 30 giugno e cedere una parte delle posizioni conquistate.
L'operazione Epson fu seguita in luglio da una nuova grande offensiva in direzione di Caen, l'operazione Charnwood.

## La battaglia
L'offensiva venne sferrata dall'VIII corpo d'armata britannico del generale Richard O'Connor che inizialmente ottenne buoni progressi; mentre sul fianco occidentale il XXX corpo del generale Bucknall teneva impegnata la Panzer-Lehr-Division e conquistava il 26 giugno la cittadina di Rauray, le truppe del generale O'Connor attaccarono tra Cheux e Saint-Marvieu con il sostegno dell'artiglieria e dei cannoni navali e superarono la strenua resistenza della 12. SS-Panzer-Division "Hitlerjugend". I mezzi corazzati della 11ª Divisione corazzata britannica del generale Roberts raggiunsero e superarono il fiume Odon e riuscirono anche a conquistare il 29 giugno la strategica quota 112 che dominava la pianura fino al fiume Orne, dopo violenti scontri con i panzer della divisione corazzata "Hitlerjugend" del generale Kurt Meyer.
Nel frattempo tuttavia erano arrivate nell'area le due panzer-Division Waffen-SS del II Panzer-Korps SS del generale Paul Hausser, provenienti dal fronte orientale e con queste forze il generale Leo Geyr von Schweppenburg, comandante del Panzergruppe West, sferrò il 29 giugno un grande contrattacco sul fianco destro dell'VIII corpo d'armata britannico. La 9. SS-Panzer-Division "Hohenstaufen" e la 10. SS-Panzer-Division "Frundsberg", rinforzate da kampfgruppen della 2. SS-Panzer-Division "Das Reich" e della 1. SS-Panzer-Division "Leibstandarte SS Adolf Hitler", misero in difficoltà i britannici e riconquistarono alcune posizioni. Per un momento il comando tedesco sperò di poter finalmente effettuare un grande attacco decisivo per ributtare a mare le truppe alleate e si parlò di grosse Chance ("la grande occasione"), ma l'artiglieria britannica e l'intervento dei cannoni navali della flotta alleata frustrarono rapidamente questo tentativo. Le due divisioni corazzate del II Panzer-Korps SS, passato al comando del generale Wilhelm Bittrich subirono forti perdite e non poterono continuare l'avanzata sul fianco nemico.
Nonostante questa delusione, i tedeschi raggiunsero un successo locale con la riconquista il 30 giugno di quota 112 da parte dei carri armati della 12. SS "Hitlerjugend" guidati dal tenente colonnello Max Wünsche che sfruttarono un errato movimento di ritirata della 11ª Divisione corazzata britannica e occuparono rapidamente la posizione strategica.